# Watervliet (New York)
Watervliet je město v okrese Albany County ve státě New York ve Spojených státech amerických. K roku 2010 zde žilo 9 536 obyvatel. S celkovou rozlohou 4 km² byla hustota zalidnění 2 937 obyvatel na km². Protéká tudy řeka Hudson.